# Palpoxena nasuta
Palpoxena nasuta is een keversoort uit de familie bladkevers (Chrysomelidae). De wetenschappelijke naam van de soort werd in 1837 gepubliceerd door John Obadiah Westwood.